# Tabódy Ida
Tabódi és fekésházi Tabódy Ida Erzsébet Borbála (Budaháza, 1877. november 8. – Budapest, 1943. március 29.) alapítványi, csillagkeresztes és palotahölgy, tanárnő. A Katolikus Tanügyi Tanács III. szakosztályának elnöke, az Országos Gazdasági Szakoktatási Tanács tanulmányi bizottságának tagja, a Magyar Pedagógusok Társaságának tagja, az Árpádházi Szent Erzsébet Gyermekotthon Egyesület elnöke, az Izabella Háziipar Egyesesület társelnöke, az AC kulturális szakosztály tanácsosa, a Tanítóképző Intézeti Tanárok, a Collegium Marianum, a Magyar Gazdasszonyok Országos Egyesülete, az Országos Katolikus Nővédő Egyesület, a Magyar Munkát Védő Szövetség alelnöke volt.

## Életpályája
Tanítói, majd tanári oklevelet szerzett. Lipcsében és Zürichben szociológiát és nemzetgazdaságtant tanult, Charlottenburgban kertészeti tanfolyamot hallgatott. Ungváron tanítónő, az Ungvári Leányok Erzsébet Körének alapítója volt. 1905–1919 között a Pozsonyi Állami Tanítónőképző tanára, 1914-től igazgatója volt. IV. Károly magyar király (1887–1922) (uralkodott: 1916–1918) koronázása után 1917–1918 között Zita magyar királyné (1892–1989) magyar nyelvtanára volt. Amikor 1919. január 1-én a csehek bevonultak Pozsonyba, a legelsők között a magyar intézetet akarták birtokba venni. A börtönnel való fenyegetések ellenére még fél évig vezette az intézet ügyeit. A kommunizmus bukása után Cinkotán talált helyet a pozsonyi intézetnek. Pozsonyból mentette át a Szent Erzsébet Gyermekotthont, melyet Pécelre telepített át. 1935-ben nyugdíjba vonult.

## Családja
Szülei Tabódy Jenő szolgabíró és Széky Berta voltak.
Hamvainak beszentelése a Kerepesi temető halottasházában történt, temetése a cinkotai temetőben volt. Sírkeresztjét ellopták, a cinkotai öregtemetőben 2009-ben felállítottak egy síremléket.

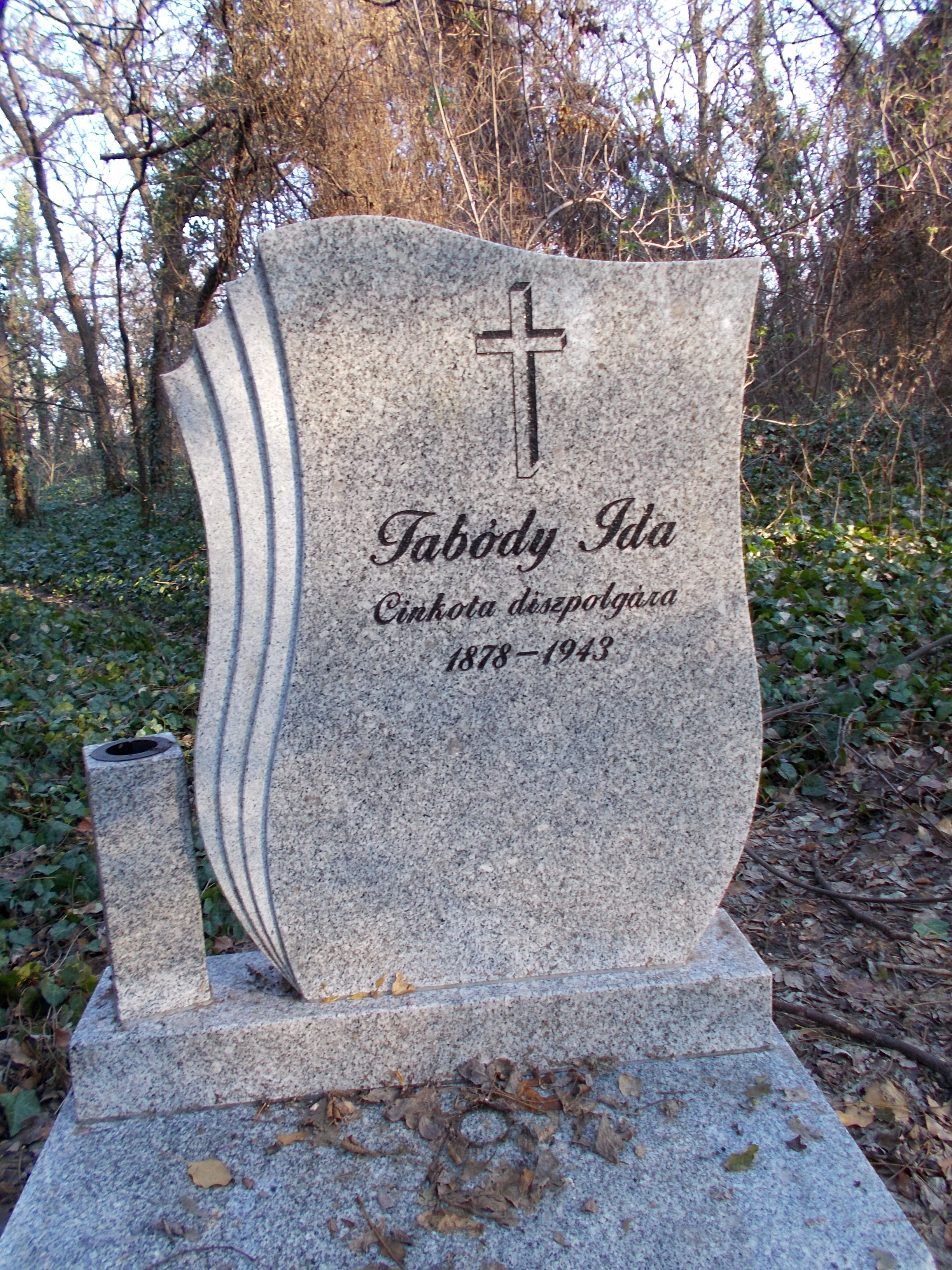
Tabódy Ida sírja Cinkotán 2019-ben

## Művei
- A pozsonyi magyar királyi állami tanítónőképző-intézet 1914/15-1916/17. évi értesítője. Szerkesztette: Pozsony, 1915/17.

## Díjai
- Cinkota díszpolgára (1929)[5]

## Emlékezete
2011-ben emléktáblás gesztenyefát ültettek tiszteletére Budapest XVI. kerületében.

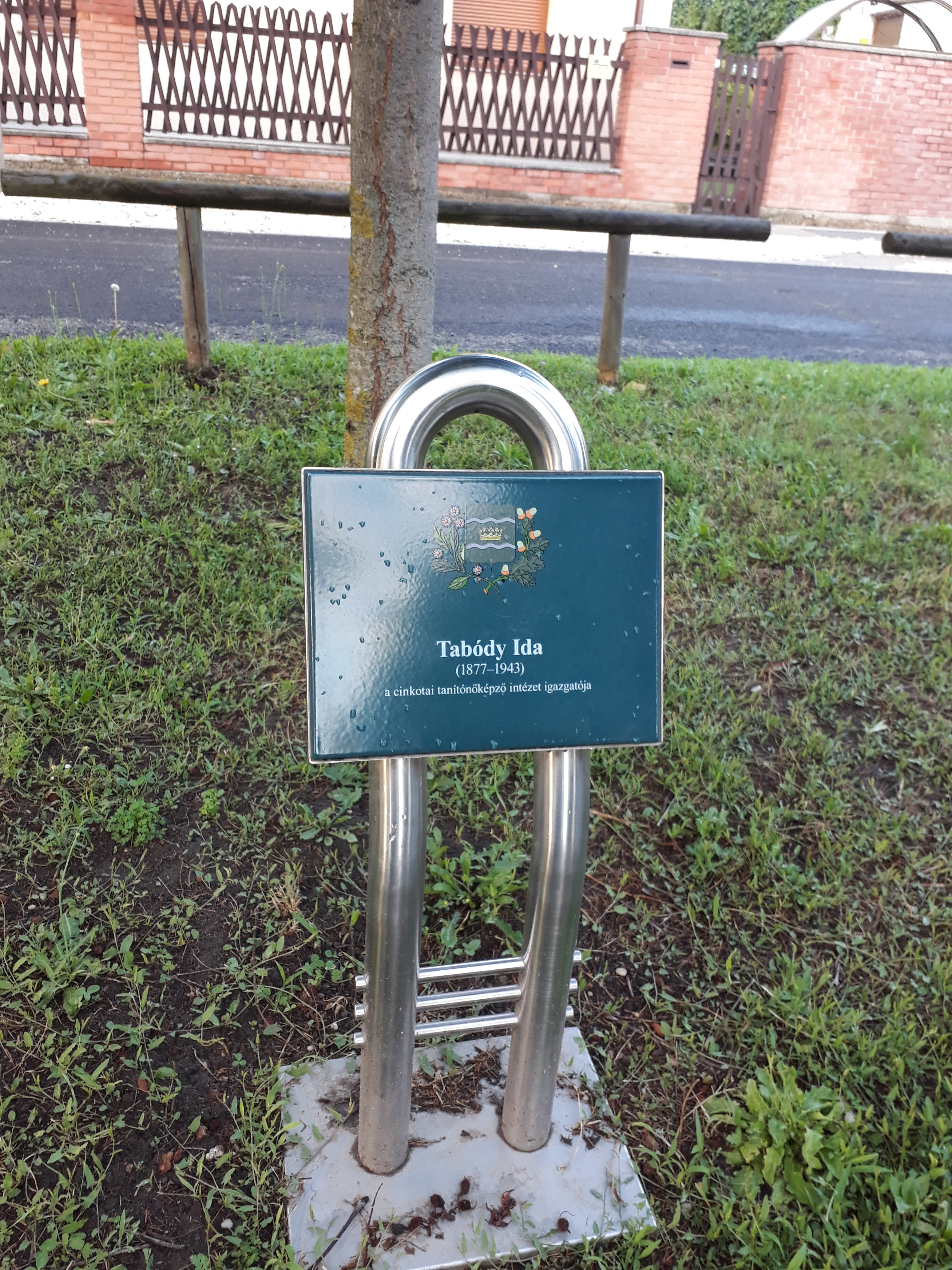
Egyike a Lantos Antal és Széman Richárd, kerületi helytörténészek által összeállított 56 XVI. kerületi nevezetes személynek, akiknek emléktáblás gesztenyefát ültettek 2011-ben.